# Odilo von Stablo
Odilo von Stablo (auch Odilo von Gorze genannt) († 3. Oktober 954) war von 938 bis 954 Abt des Doppelklosters Stablo und Malmedy.

## Leben
Odilo soll aus einem adeligen Geschlecht stammen und zunächst Domherr in Verdun gewesen sein. Er hat sich schließlich von der Welt abgewandt und ist in das Kloster Gorze eingetreten. Odilo wurde nach Stablo entsandt, das von den Normannen zerstört und dessen Konvent 881 zeitweise vertrieben worden war. Nach der Rückkehr der Mönche hat sich das Klosterleben nicht erholt.  
Odilo sollte die Disziplin der Gemeinschaft, die längere Zeit von Laienäbten geleitet wurde, wiederherstellen. Er wurde dort zum Abt gewählt und saß dem Doppelkloster vor. Er führt die Grundsätze der Gorzer Reform in Stablo und Malmedy ein. Auch hat er wohl die weltliche Organisation gestrafft. Er begann des Weiteren damit, die Anlage wieder aufzubauen. Ihm gelang es, dass die alten Privilegien aus der Zeit vor der Zerstörung von Otto I. erneuert wurden. So erlangte er unter anderem das Recht der freien Abtwahl zurück. Im Jahr 949 nahm er an der Synode von Verdun teil. 
Auch wenn er nach seinem Tod verehrt wurde, ist unklar, ob er den Status eines Heiligen zuerkannt bekam. Er galt bei den Geschichtsschreibern lange als derjenige, der in Stablo und Malmedy neuen religiösen Geist und intellektuellen Elan einführte. Dies wird heute differenzierter gesehen. Aus seiner Zeit existieren keine bedeutenden Schriften und auch die sonstigen Quellen sind wenig aussagekräftig. Für einen Erfolg seiner Stabilisierungspolitik spricht, dass nach seinem Tod der Konvent einen Nachfolger wählen konnte, während seit etwa einem Jahrhundert dieser eingesetzt worden war.